# 香港互聯網
香港互联网始于1990年代初期，2017年使用者數量646萬人，渗透率87%。香港的地區頂級域為.hk，99%的境內網絡傳輸途經香港互聯網交換中心。由于香港的地位及环境，其互联网文化也有着自己的特色。

## 互联网文化
香港互聯網文化是香港的互聯網使用者產生出來的一種富有特色的文化。
網際網路在香港文化中是重要的一環，且具有不少影響力，其中巴士阿叔和名人陳冠希的裸照風波等引起巨大迴響。網絡文化和傳統媒體以及網絡媒體（網媒）經常相互影響着，例如蘋果日報和100毛，高登网民意見更時常成為後者的取材內容。

## 滲透率和網絡覆蓋
早於1990年代初期，香港已經開始提供互聯網服務，為亚洲最早提供互聯網服務的地區之一。1995年開始，香港互聯網服務開始普及化，使到香港互聯網使用者數量急速發展。2002年共有228.3萬互聯網使用者，至2004年，香港互聯網使用者數量達330萬人，互聯網滲透率為51.0%，僅次於韓國、瑞典及美国。而香港互聯網使用者在家中上網的時間更是全世界最長，每月平均達22小時。
截至2017年12月，香港互聯網使用者數量增加至646萬人，互聯網滲透率87.0%。亞洲區內排名第5，位列汶萊（94.6%）、日本（93.3%）、韓國（92.6%）和台灣（87.9%）之後、新加坡（83.6%）之前，並且高於中國大陸（56.7%）和亞洲平均（49.0%）
寬頻網絡已經覆蓋香港所有商業樓宇和95%以上的住宅，於社區中心、香港公共圖書館、部分公眾地方（如公園）、政府建築物、主要餐廳、商場，甚至港鐵車站等均有提供免費上網服務。政府政策方面，港府積極將香港發展為智慧城市，勾畫五年發展計劃，增強Wi-Fi和未來5G網絡服務，增加Wi-Fi.HK熱點數目一倍、加大覆蓋面及加快連線速度。由此可見，互聯網已經成為了香港生活中一個重要部份。

## 連線方式
在互聯網在香港面世初期，是以撥號連線（Dial-up）為主，以香港電話公司為主要服務提供商（ISP）。後期，寬頻上網在香港普及，也有更多ISP出現。2000年代中期起，「光纖入屋」是某些ISP所提供的新穎服務。
及至2010年代，流動上網在香港愈見普遍。歷經多年變遷，流動連線通訊技術已從2G蛻變至3G和4G。

## 連線速度
2013年，根據由國際網絡公司Akamai Technologies所作出的調查，香港為全世界網絡瀏覽速度最快的地區，最高速度逾54Mbps，第二位南韓為48.8Mbps，第三位日本為42.2Mbps；第14位美國為29.6Mbps。至於平均穩定速度，第一位韓國為14.2Mbps，第二位日本為10.7Mbps，第三位香港為8.9Mbps。
2015年，Akamai Technologies的「2015年第一季互聯網發展狀況概述報告」顯示，香港網絡平均速度為16.7Mbps，屬全球第三快。第一是南韓的23.6Mbps，其次為愛爾蘭的17.4Mbps。
Akamai Technologies 2016年第三季報告顯示香港網絡平均速度為20.1Mbps，屬全球第二快，僅次於南韓的26.3Mbps，第三位為挪威的20Mbps。
2018年1月，Speedtest Global Index報告顯示香港固定網絡平均速度為136.15Mbps，世界排名第三，次於第一位新加坡（166.44Mbps）和第二位冰島（161.98Mbps）；同期，香港移動網絡平均速度則為29.26Mbps，世界排名第38位，排在斯洛伐克之後和澳門之前。

## 溝通方式
大部份香港互聯網使用者都會使用即時通訊軟件，早年以ICQ，MSN Messenger為主，近年WhatsApp、LINE、Skype、WeChat在香港普及。

## 網上下載
在未有互聯網之前的Dial-up BBS年代，網上下載已是香港的主流網絡文化。而當互聯網普及以後，它亦是香港互聯網用戶的主要用途之一。在初期，寬頻網絡曾是本地盜版集團用作下載海外盜版光碟檔案的途徑，此外會燒錄成盜版光碟出售圖利。及後的香港互聯網服務普及化，網上下載已轉變至用戶直接參與，使盜版集團無利可圖，更直接打擊操控盜版集團的香港各黑社會收入來源。
目前香港的網上下載情況仍相當普遍，主要是使用P2P檔案分享技術分享多媒體及軟件檔案等等。近期使用BitTorrent為主，過去Foxy亦有不少香港互聯網使用者使用。前者主要用作分享大型的影音檔案（電影、電視劇集及電腦軟件），後者則主要分享音樂檔案（MP3格式）。
這個情形引起香港政府的關注。2005年，香港海關採取行動，拘捕一名綽號為古惑天皇的香港互聯網使用者，指他發佈電影的BT種子於網上，違反香港版權法例。同年10月24日，「古惑天皇」被香港屯門裁判法院裁定侵權罪名成立，成為全球首宗同類案例。自此，香港的非法下載問題有所改變，但仍未能完全收到阻嚇作用。
2006年7月，香港海關聯同知識產權署及香港版權業界代表共同推動了一個名為「青網大使」的反網上侵權計劃。
2006年12月，香港政府推出侵犯版權刑事化法案供市民諮詢，隨即引起香港互聯網使用者反感，並激烈討論。
網絡硬盤也開始興起，有些人習慣使用Megaupload、Sendspace等分享文件，近年Google Drive和Dropbox也變得十分流行。

## 網上討論平台和網上社區
討論網站是不少香港互聯網使用者經常瀏覽的網站。這些網站當中產生了一些獨特文化，創造出一些新的俚語，如高登文化，類似文化後來出現分支，例如LIHKG討論區（俗稱「連登」），後者的表情符號沿用前者風格。部份網民則按個別群體愛好，自行建立了不少社群和討論區，如巴士和鐵路愛好者開設的各個論壇、交流育兒心得的親子王國等等。有些則沒有明顯愛好傾向，而是集合了多個不同題材、志同道合的網民討論，像是香港討論區和Uwants討論區。
香港的網民享有言論自由，並受到法律保護。

## 網誌和社交網站
1998年，網誌開始在歐美興起，香港用戶亦有緊貼，但當時只侷限於知曉建設網誌系統的老手，未為大眾廣泛認識。直至Xanga網誌平台興起吸引了大量香港青少年寫網誌，使寫網誌成了一種潮流。在2007年，Xanga 有多達37萬個香港網誌，佔當時全港約42萬個網誌近九成。 除此之外，2005年推出的Yahoo! BLOG亦吸引了不少藝人參與網誌社群，令該平台成為香港人常用的網誌平台之一。Blogger、Qooza、Mysinablog、無名小站等網誌服務亦有少數香港人使用。網誌內容一般以日記為主。
然而，隨着2008年社交網站Facebook在香港興起，不少網民漸漸失去寫網誌的習慣，傳統網誌服務的需求亦漸漸下降，取而代之的是社交網站和微博服務。現時在香港流行的微博服務有新浪微博和Twitter。
Facebook在香港的滲透率相當高，2017年12月共520萬名活躍用戶，佔互聯網用戶80.4%，亞洲地區內與泰國相若，低於台灣（86.4%）、新加坡（88.9%）和南韓（90.8%），但高於澳門（74.2%）和日本（59.9%）。香港Facebook用戶中25歲或以上使用者佔最多，共440萬人。不少公司、傳媒，以至政府部門和官員都會在Facebook上開設專頁，以接觸更多的客人和與市民作更方便直接的交流。
大約從2012至2013年起，Instagram在香港愈趨普及，成為香港網民向朋友分享日常生活點滴的另一重要平台。2018年6月數據顯示香港Instagram用戶有280萬名，低於Facebook約一倍。不論是Facebook還是Instagram，女性用戶都比男性用戶稍多。

## 網上音樂
2005年11月，IFPI表示，由於現時唱片銷售的形式正在改變，如網上賣歌，故正計畫推行電子金唱片。
2006年4月，電訊盈科旗下MOOV網上音樂平台（或MOOV.now.com.hk）成立，用戶只需繳付一個固定的月費，就可以隨意收聽網站上所有的音樂。此項服務讓用戶何時何地，只要連上互聯網就可以聽音樂，並為首個非下載的網上音樂收費平台。
2010年，香港寬頻推出全新高清音樂網上平台：MusicOne，可一按即播最新最流行的歌曲、MV和演唱會。
2012年6月，蘋果公司在香港推出iTunes Store數字媒體網絡商店，用戶可購買、下載本地及外地之音樂、電影等數位媒體。同時亦提供iTunes Match收費服務，讓用戶將音樂儲存到雲端，可隨時隨地欣賞音樂。
除付費網上音樂服務外，不少香港網民會瀏覽影片分享網站YouTube，觀看當中的影片或聆聽音樂，同時衍生出富有特色的文化，不少人自行製作短片上傳，並成為YouTuber。2018年，YouTube香港區影片上載量按年增長55%，本地原創頻道達70萬多個。

## 二次創作
香港高登討論區多年來是改圖／改片／惡搞（即二次創作）等的集中地，其內容多年被傳媒引用以反映網民意見。
2012年4月，文藝界發起聯署要求擱置俗稱「網絡23條」的《版權（修訂）條例草案》，這股反對聲音並非突然出現，網民及部分政黨早於2011年已強烈質疑修例可能打壓「網上改圖惡搞」或「二次創作」，要求給予適度豁免，但政府一直堅持先修例再就豁免問題諮詢公眾，最終釀成今日的風波。
熱門網上影片：
- 《我的HEHE室友》： 關於異性戀男生（阿俊飾）和同性戀男生（Ziky飾）之間兄弟友誼的香港網絡處境喜劇，第一季由2018年起在YouTube上播放，第二季於2020年起連載中，由Foursonproduction（四仔工作室）製作。此劇在「2018香港電視大獎 —— 網絡劇獎」中取得最高票數，成為「金遙控」得主。